# Кавкаска заробљеница, или Шурикове нове авантуре
Кавкаска заробљеница, или Шурикове нове авантуре (рус. Кавказская пленница, или Новые приключения Шурика) је совјетски филм снимљен 1967. године.

## Синопсис
Шурик одлази у етнографску експедицију на Кавказ. Шурик се заљубљује у Нину, која посећује свог ујака Јабраила. Међутим, Јабраил организује њену отмицу. Циљ је да се Нина уда за другара Саахова. Јабраил приморава Шурика да учествује у отмици, рекавши да је то локална традиција.

## Улоге
| Глумац                | Улога                              |
| --------------------- | ---------------------------------- |
| Александар Демјаненко | Шурик, фолклориста                 |
| Наталија Варлеј       | Нина, студентка                    |
| Владимир Етуш         | Саахов, заведник райкомхоза        |
| Фрунзик Мкртчјан      | Јабраил, шофер Саахова, Нинин ујак |
| Јуриј Никулин         | Балбес                             |
| Георгиј Вицин         | Кукавица                           |
| Евгений Моргунов      | Бивши                              |

## Продукција
Снимање је одвијало 1966.године у павиљонима Мосфилма, као и у Криму на бази Јалтинске киностудије, на Кавказу у подручју црвене Пољане и у Абхазији у долини језера Рица. На екране кинотеатра СССР «Кавкаска заробљеница» је изашла 3.априла 1967. године.

## Релевантност
Филм и даље задржава своју популарност. Према мишљењу главног уредника часописа «Уметност кино» Данила Дондуреја, тајна дугогодишњег успеха "кавкаске заробљенице" и других гайдајевих ленти лежи у "моћном позитивном налогу" који је уграђен у њих. Режисер Владимир Наумов је тврдио да гледаоце нових генерација привлачи вештина Леонида Гайдаја да иронично прича о озбиљним стварима.
Кавкаска заробљеница је пополнила лексикон великим бројем крилатих израза. Споменици представницима комедијске тројице (Кукавица, Балбес и Бивши) постоје у различитим градовима (на пример, у Иркутску).

## Такође погледајте
- Операција „И” и друге авантуре Шурика (1965)